# 超級大英雄
《超級大英雄》，前名《古今神探都市行/超級大神探》是一部電視劇集。由汪東城、謝欣穎、任容萱、胡洋、謝孟偉主演，於2014年5月開拍，7月殺青，此劇是汪東城擔任製作人的首部作品。線上影片平台騰訊視頻於2015年3月23日播出。中視於2015年4月5日晚上10點首播，中視於2015年7月12日播出最終回，全劇共28集。中天綜合台於2015年4月11日晚上11點播出。接檔《鋼鐵之心》。

## 劇情大綱
明朝的兩名錦衣衛追殺洪西東身上的九轉夜明珠，陰錯陽差穿越時空來到了二十一世紀，卻遇到了跟洪西東長得一模一樣的洪曉東。彭澤和徐嘯天身上佩戴的龍紋玉佩感應到了洪曉東身上有九轉夜明珠，決定殺死他後拋開取回夜明珠，再想辦法回到明朝跟主上交代。彭澤和徐嘯天在追殺洪西東的路途中，因為不熟悉現代科技，遇到了重重的阻撓，只得暫時留在現代社會。朱可尚則希望有朝一日成為一名超級警察並為此努力。洪曉東為人雖然懶散，但是血液中卻流淌著正義的用武。顯婷則希望能夠以記者的身份匡扶社會。莫涵希望有一天自己能夠成為一名飛天遁地的女俠。但是他們所有人都不知道的是，兩個從明朝穿越而來的傢伙，改變了他們的命運！

## 播出時間

### 首播
| 頻道       | 所在地 | 播映日期       | 播出時間                          |
| ---------- | ------ | -------------- | --------------------------------- |
| 騰訊視頻   | 中国   | 2015年3月23日  | 每週一至週五 12:00(更新1集)       |
| 中視數位台 | 臺灣   | 2015年4月5日   | 每週日 22:00-24:00 （一次播兩集） |
| 中天綜合台 | 臺灣   | 2015年4月11日  | 每週六 23:00-01:00 （一次播兩集） |
| DATV       | 日本   | 2015年9月7日   | (月)19:00～（2話連続）            |
| PP TV      | 泰國   | 2015年11月13日 | 每週三至週五 14:55-16:00          |

## 演員表

### 主要演員
| 演員   | 角色              | 簡介 | 登場集數      |
| 汪東城 | 洪西東 （洪曉東） | 27歲， 明朝建文帝禁衛軍/偵探社負責人。聽到古琴音會變身成洪西東。1399年朱隸起兵叛變，洪西東爲保護主上，撥亂反正，冒死竊取九轉夜明珠，盼藉由明珠神力，重起建文帝勢力，却遭錦衣衛追殺，變成嬰兒穿越到海濱城。 曉東曾經是一個熱血警察，但在兩年前，因養父的意外，讓他對法律失望，從此退出警界。之所以决定開設偵探社，雖然嘴上說只是要利用過去的警方資源賺錢，其實曉東血液中還埋藏著過去剛正不阿，想要替天行道的因子。然而實際經營事務所之後，他發現自己每天都在面對偷情之類的外遇問題，這很難說服他自己是在爲民除害（如果小三也算人類之害的話）。於是，洪曉東從而成爲一個有一點點得過且過的人，雖有英雄膽識，却諸事不理。認識顯婷之後，對這個行動派的女生，曉東一開始只覺得麻煩，但是顯婷的積極迫使他逐步升級，成爲一個劍及履及的人。在一次轉生儀試驗中，吐出九轉夜明珠，並回想起所有記憶。原來，洪曉東即是洪西東，乃當時墜入蟲洞時，為保全夜明珠而吞食之，不料卻返老還童，變成嬰兒來到二十幾年前的海濱城重新長大。後與孫彥軍計畫並成功瓦解黑西裝的邪惡陰謀。於最後一集，被國際刑警寄來的包裹，任命為國際刑警超級幹部，正當歡喜之際，同時寄來的轉生儀居然啟動，並將洪曉東與彭徐二人吸入，不知去向。 | 1-19,21-26,28 |
| 謝欣穎 | 章顯婷            | 26歲，新聞記者。 爲衝鋒陷陣的記者，作事充滿巾幗不讓鬚眉的氣勢，立志要揭發社會最血淋淋的真像，只要認爲對的事情，總是不怕受傷的衝在第一陣線。在與洪曉東認識之後，無法抗拒自己和曉東在命運中無形的牽扯，和曉東越靠越近。在洪曉東吐出夜明珠後，利用暫時的讀心術，明白到她就是嫻兒的轉世，從而正視與洪曉東的感情並陷入愛河。 | 1-19,22-28    |
| 謝欣穎 | 嫻兒              | 家庭主婦 612年前，出生於書香之家，是地方第一美人，如願嫁給青梅竹馬的洪西東，從此成為快樂的家庭主婦。縱然曾經憂心夫君禁衛軍的身份，可能會為幸福的家庭生活帶來隱憂，卻竭力撇開憂愁，為親愛的丈夫打造完美的生活起居，堪稱古代婦女的表率。 | 2,26          |
| 任容萱 | 莫涵              | 23歲，偵探社調查員兼秘書。 學生時代曾經讓還是菜鳥警察的曉東解救過，一直暗戀曉東，還到曉東的偵探社應徵，希望自己可以變得更强，有一天和曉東上同一陣線去除暴安良。莫涵始終認爲自己太過平凡，希望能在平凡中活出不平凡。彭澤和徐嘯天的出現，讓她證實武俠小說裏面的武功真的存在，便開始糾纏彭徐教授武功。莫涵在認同洪曉東與章顯婷感情後，逐漸放下對洪曉東的感情。爾後，孫彥軍假意投靠黑西裝，為取信於黑西裝，孫彥軍將她帶到黑西裝總部軟禁，但實為保護，以免提心吊膽怕莫涵被黑西裝綁架而威脅洪曉東偵探社。被軟禁後，從一開始不諒解孫彥軍，到瞭解原來全是曉東與彥軍的計畫後，逐漸愛上孫彥軍。 | 1-25,27-28    |
| 胡洋   | 彭澤              | 36歲，燕王錦衣衛隊長。 剛正質樸，武功高强。雖爲燕王所用，却深信燕王起兵大利天下。穿越時空來到了現代的海濱城，目睹新世紀各種怪現狀、荒謬的價值觀，始終無法理解，更無法適應；只想著要奪回明珠，回到明朝。爾後被孫彥軍的學妹Pony的大膽行徑(糾纏)軟化，最終傾心於她。於最後一集，與洪曉東和徐嘯天一同被吸入轉生儀，不知去向。 | 1-19,21-28    |
| 謝孟偉 | 徐嘯天            | 29歲，錦衣衛隊員。 雖有英武勇健的外表，內在却天真無邪。對於新世界的光怪陸離，他從恐懼、抗拒，疑惑，漸漸轉爲驚奇和期待；可見其性格單純，對徐菲一見鍾情，後爲大衛及黑西裝誘惑唆使，差點釀下危機。於最後一集，與洪曉東及其彭大哥一同被吸入轉生儀，不知去向。 | 1-19,21-28    |

### 次要演員
| 演員   | 角色   | 簡介 | 登場集數                  |
| 張皓明 | 左佑守 | 31歲，偵探助理，曾經是地痞流氓，後來被警察時代的曉東給收服教化了，從此决心跟隨著曉東，雖然比曉東還年長，却說曉東是他一輩子的大哥。自稱是曉東最得力的左右手，但是老是給曉東扯後腿，雖長得高大威猛，可是手無縛鶏之力，反而常常要曉東去拯救他。除把妹外，愛好組裝儀器，為修理好轉生儀的高手。 | 1-7,9-19,21,24-28         |
| 瑞莎   | 徐菲   | 28歲。身材火辣，身手了得，獨來獨往，不屬於任何組織，由萬鎖匠扶養長大。 曾擔任楊董的特助，後來認為綁架萬鎖匠的黑衣人與楊董是一夥，聯合洪曉東偵探社的人，將楊董一網打盡。憑著獨特的姿色，被徐嘯天一見鍾情，但在最後一集遇到失戀而失意的朱可尚，並告訴朱可尚︰「他是她第一個不討厭的警察!」讓朱可尚春心蕩漾。最終，徐菲邀約朱可尚看電影並偷偷將電話塞在朱可尚口袋。 | 4,9-16,18-19,21-24,26,28  |
| 王家梁 | 朱可尚 | 28歲，巡警。洪曉東最好的朋友，因爲太過善良，屢屢誤事，但有一股俠義心腸。暗戀莫涵，雖然最後被莫涵拒絕，但仍然保持相當風度的心態。為明太祖朱元璋第38代傳人，皇族之血能啟動轉生儀，開啓蟲洞，穿梭古今。 | 1-3,5-21,23-25,27-28      |
| 洪天祥 | 大衛   | 32歲，蓋世大盜，擅長易容，偷遍世界各地的美術館，爲國際間聯合通緝的鬼盜；相當享受自己引發的混亂。意外結識錦衣衛之後，欲將武功高强的彭徐納爲己用，同時亦聽從黑西裝的命令，謀尋九轉夜明珠的下落。戴維在一次的行動中綁架了顯婷，不知道爲甚麽開始對這個不服輸又嗆辣的女人念念不忘，甚至决定要是顯婷答應跟他在一起，他願意洗手不幹放棄邪惡事業從良，跟顯婷遠走高飛。在執行奪取轉生儀的任務失敗後，被黑西裝軟禁。爾後，與徐嘯天等人成為內應，救出亦被黑西裝軟禁的莫涵與曉東。瓦解黑西裝組織後，黯然離去。 | 8-19,21，27-28            |
| 陳為民 | 吳警官 | 45歲，警長。可尚的長官。聲若洪鐘，脾氣爆裂，外表看起來是一個堂堂正正的男子漢，霸氣的指揮整個警察局，但是老婆與小孩都被黑西裝挾持，不得不聽從黑西裝的命令。 | 1-3,5,8-11,15-19,24,27-28 |
| 吳慷仁 | 孫彥軍 | 考古學家，扮演偵探社的智囊角色，和曉東是好兄弟。爾後，與曉東共同策劃如何瓦解黑西裝組織，最終成功瓦解黑西裝並與莫涵相戀。 | 15-16,19-28               |

### 其他演員
| 演員     | 角色           | 簡介 | 登場集數                    |
| 張凱     | 黑西裝         | 黑衣人之老闆，實為明朝錦衣衛之統領，因刮取九轉夜明珠之粉末服食，而獲得長生不老及刀槍不入的力量，從明朝活到現代，已超過五百歲。利用毒藥靈脂蘭控制錦衣衛、政商名流與及下屬為其賣命。妄想透過轉生儀，穿梭古今，改變歷史來統治世界。最終，其陰謀被曉東等人瓦解，在被圍剿的過程中，被大衛用計吞下九轉夜明珠而返老還童，變成嬰兒，爾後被洪曉東偵探社扶養。 | 15,18,19-20(聲音),21-28     |
| 檢場     | 洪常喜         | 洪曉東之養父 | 8-9                         |
| 蔡明修   | 萬鎖匠         | 徐菲之養父 | 3,14,21-24                  |
| 王道南   | 藺老 (藺思安)  | 在21集、被黑西裝老闆下令追殺，寧願殺死親子；也不想兒子被他殺、然後自殺。 | 19-21                       |
| 謝其文   | 電視台長       | 章顯婷的上司 | 1,3-6,9,14,17               |
| 米漿     | 楊董 (楊忠雄)  | | 5,8-10,12-13,15-17          |
| 連仲偉   | 藺丞滔 (阿滔)  | 外號豬頭林，莫涵的大學同學，曾追求並侵犯莫涵。化學系高材生，以靈脂蘭粉末成功研發出毒品「尼斯洛」，爾後常偷竊靈脂蘭製藥販賣，因此在21集被黑西裝老闆下令追殺，而藺丞滔卻是被自己的父親開槍打死。 | 19-21                       |
| 黃安瑜   | 神龍(龍龍)     | 護士/駭客，喜歡洪曉東，被黑衣人逼吞靈脂蘭，爾後分析成分並由彭澤與Pony給的藥引，成功調配出靈脂蘭的解藥。 | 1,3,6,12,15-20，23-24,26,28 |
| 何怡德   | 黑衣人K        | 黑西裝手下 | 3-5,16-19,21-26,28          |
| 魏可人   | Elsa           | 楊董小三 | 5,7                         |
| 張學仁   | 女高中生       | 槍擊犯 | 1,4                         |
| 張百奎   | 宅男           | | 4                           |
| 許翼川   | 高中時期朱可尚 | | 7                           |
| 陳彥廷   | 馬老師         | | 10                          |
| 陳詩穎   | 高中時期章顯婷 | | 10                          |
| 安姬爾   | Pony (馬波妮)  | 孫彥軍之學妹，為人熱情。與彭澤見面後，一見鍾情，並以超級大膽且豪放的行徑追求(糾纏)彭澤，最終彭澤完全軟化，讓她抱得美男歸。 | 25-28                       |
| 王友良   | Ivan           | 國際刑警 | 26,28                       |
| 松岡李那 | 松岡李那       | 國際刑警 | 26,28                       |
| 涂百鋒   | 涂百鋒         | 壞人 | 14                          |

## 電視劇歌曲
| 曲別   | 歌名           | 演唱者 | 作詞   | 作曲   |
| 片頭曲 | 大英雄         | 汪東城 | 淺紫   | 都智文 |
| 片尾曲 | 戀愛流感       | 任容萱 | 淺紫   | 都智文 |
| 插曲   | 毫不客氣喜歡你 | 都智文 | 淺紫   | 都智文 |
| 插曲   | 人來瘋         | 都智文 | 淺紫   | 都智文 |
| 插曲   | 小夥伴         | 鄭國鋒 | 鄭國鋒 | 鄭國鋒 |

## 收視率

### 中視
| 2015年4月5日                                                                  | 1、2       | 0.41 | 3 聽見幸福：2.28 星座愛情牡羊女：1.09      | 每週日晚上10點首播         |
| 2015年4月12日                                                                 | 3、4       | 0.33 | 3 聽見幸福：2.07 星座愛情牡羊女：          |                            |
| 2015年4月19日                                                                 | 5、6       | 0.28 | 3 聽見幸福：1.97 星座愛情獅子女：0.86      |                            |
| 2015年4月26日                                                                 | 7、8       | －   | 3 聽見幸福：1.78 星座愛情獅子女：0.79      |                            |
| 2015年5月3日                                                                  | 9、10      | －   | 3 聽見幸福：1.81 星座愛情獅子女：0.91      |                            |
| 2015年5月10日                                                                 | 11、12     | －   | 3 聽見幸福：1.93 星座愛情獅子女：0.99      |                            |
| 2015年5月17日                                                                 | 13、14     | －   | 3 聽見幸福：2.22 星座愛情獅子女：0.95      |                            |
| 2015年5月24日                                                                 | 15、16     | －   | 3 聽見幸福：2.44 星座愛情獅子女：1.01      |                            |
| 2015年5月31日，中視因播出特別節目《2015hito流行音樂獎頒獎典禮》，暫停播出一次 |            |      |                                            |                            |
| 2015年6月7日                                                                  | 17、18     | －   | 3 他看她的第2眼：1.72 星座愛情獅子女：0.88 |                            |
| 2015年6月14日                                                                 | 19、20     | －   | 3 他看她的第2眼：1.98 星座愛情獅子女：0.92 |                            |
| 2015年6月21日                                                                 | 21、22     | －   | 他看她的第2眼：1.99 星座愛情雙魚女：未知   |                            |
| 2015年6月28日                                                                 | 23、24     | －   | 他看她的第2眼：2.20 星座愛情雙魚女：未知   |                            |
| 2015年7月5日                                                                  | 25、26     | －   | 他看她的第2眼：2.45 星座愛情雙魚女：未知   |                            |
| 2015年7月12日                                                                 | 27、28     | －   | 他看她的第2眼：2.25 星座愛情雙魚女：未知   | 大結局，接檔失去你的那一天 |
| 平均收視率                                                                    | 平均收視率 | 0.34 |                                            | 消息來源：凱絡媒體週報     |

- 同時段偶像劇：民視《星座愛情牡羊女》/《星座愛情獅子女》/《星座愛情雙魚女》、台視《聽見幸福》/《他看她的第2眼》、華視《咱們結婚吧》/《一代新兵之八極少年》
- 由AGB尼爾森調查，調查範圍是四歲以上收看電視之觀眾。

## 拍攝地點
- 西子灣
- 愛河
- 世運大道
- 大立伊勢丹
- 新堀江
- 高雄市忠烈祠
- 鹽埕埔
- 三多商圈
- 駁二
- 大遠百
- 高雄展覽館
- 統一夢時代購物中心
- 帝堡皇苑酒店
- 85大樓

## 製作團隊
- 導演：周曉鵬蔣凱宸
- 編劇：馮珺
- 製作人：汪東城
- 武術指導：洪天祥
- 製作公司：東藝演藝經紀有限公司、海潤影視
- 協拍單位：

## 外部連結
- 超級大英雄的Facebook專頁
- 官方网站－中視
- 超級☆大英雄～遥かなる時空を超えて～

| 臺灣 中視數位台 每週日 22:00 - 24:00 （一次播兩集） | 臺灣 中視數位台 每週日 22:00 - 24:00 （一次播兩集） | 臺灣 中視數位台 每週日 22:00 - 24:00 （一次播兩集） |
| --------------------------------------------------- | --------------------------------------------------- | --------------------------------------------------- |
|                                                     | 超級大英雄 （2015年4月5日－2015年7月12日）          |                                                     |
| 鋼鐵之心 （2015年1月4日－2015年3月29日）            | 失去你的那一天 （2015年7月19日－2015年10月25日）    |                                                     |

| 臺灣 中天綜合台 每週六 23:00 - 01:00 （一次播兩集） | 臺灣 中天綜合台 每週六 23:00 - 01:00 （一次播兩集） | 臺灣 中天綜合台 每週六 23:00 - 01:00 （一次播兩集） |
| --------------------------------------------------- | --------------------------------------------------- | --------------------------------------------------- |
|                                                     | 超級大英雄 （2015年4月11日－2015年7月18日）         |                                                     |
| 鋼鐵之心 （2015年1月10日－2015年4月4日）            | 失去你的那一天 （2015年7月25日－2015年10月31日）    |                                                     |